# Gare de Hostalric
La gare de Hostalric (en catalan : estació d'Hostalric) est une gare ferroviaire espagnole qui appartient à ADIF située au nord-ouest de la commune de Hostalric, dans la comarque de la Selva. La gare se trouve sur la ligne Barcelone - Gérone - Portbou et des trains de la ligne R11 des services régionaux de Rodalies de Catalogne, opérés par Renfe s'y arrêtent.

## Situation ferroviaire
Ligne 270 (Barcelone - Gérone - Portbou)

## Histoire
Cette ligne de la ligne de Gérone est entrée en service en 1860 lorsque le tronçon construit par les Chemins de fer de Barcelone à Granollers (devenu plus tard les Chemins de fer de Barcelone à Gérone) a été créé entre Granollers Centre et Maçanet-Massanes, dans le prolongement du chemin de fer de Barcelone à Granollers,.
En 2016, 71 000 passagers ont transité en gare de Hostalric.